# غريغ سالاس
غريغ سالاس (بالإنجليزية: Greg Salas)‏ هو لاعب كرة قدم أمريكية أمريكي، ولد في 25 أغسطس 1988 في تشينو في الولايات المتحدة.

## وصلات خارجية
- غريغ سالاس على موقع مرجع كرة القدم المحترفة.كوم (الإنجليزية)